# حضرة
الحضرة، هي مصطلح إسلامي صوفي يطلق على مجالس الذكر الجماعية والتي يؤديها المسلمون المنتمون للطرق الصوفية السنية، ويكون على رأسها شيخ عارف بالطريقة ينبه على كل ما من شأنه أن يشوش إمكان الوصول إلى لحظة الصفاء.
سميت بذلك لأنها سبب لحضور القلب مع الله، وهي ركن هام في طريق الصوفية. يتم فيها أداء أشكال مختلفة من الذكر كالخطب، وتلاوة القرآن، والنصوص الأخرى من أدعية وأوراد، وإلقاء الشعر والإنشاد الديني، والمديح النبوي المتخصص بمدح رسول الإسلام والصلاة عليه، والدعاء والذكر الجماعي بشكل إيقاعي، وتلاوة أسماء الله الحسنى. يستخدم المحافظين من الصوفية أحيانًا الدف أثناء الحضرات، في حين أن بعض الطرق تستخدم آلات أخرى والبعض لا يستخدم الآلات الموسيقية بالكلية. تعرف الحضرة بهذا الاسم في الدول العربية وبعض الدول الإسلامية غير العربية مثل إندونيسيا وماليزيا، في حين تعرف بأسماء أخرى في تركيا ودول البلقان. تكون في معظم الأحيان في ليلة الخميس بعد صلاة العشاء أو يوم الجمعة بعد صلاة الجمعة.

## حكم الحضرة في الإسلام
يعتبر المسلمون من الصوفية أن الحضرة لها أصل في الشريعة الإسلامية ويستدلون على ذلك ببعض الآيات القرآنية والأحاديث النبوية التي تدعو إلى الذكر والدعاء الجماعي والصلاة على النبي ويرون أنها من الوسائل التي ترفع الهمة وترغّب الفرد على أداء واجباته الدينية. في حين يعتبر المسلمون من السلفية أن الحضرة بدعة وليست من الإسلام.